# Mercedes-Benz Atron
 (avril 2020).
Le Mercedes-Benz Atron est un modèle de camions de Mercedes-Benz de Daimler AG, qui est produit pour le marché du Brésil. 

## Histoire
La série de camions Mercedes-Benz Atron a été produite pour le marché brésilien à partir de 2012. La série est connue localement sous le nom de "Bicudo-do-algodoeiro" (coléoptère du coton). 